# PDF Split and Merge
PDFsam Basic o PDF Split and Merge es una aplicación de escritorio de código fuente libre y gratuito, multiplataforma, que se usa para dividir, fusionar, extraer páginas, rotar y mezclar documentos PDF.

## Distribución
PDFsam Basic es una aplicación de escritorio de libre acceso tanto en formato código fuente como en código compilado. Está disponible como un paquete MSI para MS Windows de 32-bit y 64-bit, .dmg para Mac OS X, paquete .deb para distribuciones GNU/Linux basadas en Debian y paquete ZIP para la comodidad de los usuarios avanzados.

## Características
- Combinar (fusionar o unir) archivos PDF seleccionados, bien el documento completo, bien partes de él. Proporciona una serie de ajustes para que el usuario decida qué hacer en el caso de que los archivos PDF originales contengan Acro Forms o un esquema (marcapáginas) y puede añadir pies de página (con el número de página) y  generar un índice, normalizar el tamaño de las páginas e incluirpáginas en blanco.
- Dividir los archivos PDF de diferentes formas:[3]
  - Según sean pares o impares.
  - Según un conjunto de números de página determinados.
  - Cada n páginas.
  - Por el nivel de marcapáginas.
  - Por tamaño, donde los archivos generados tendrán aproximadamente el tamaño especificado.
- Rotar los archivos PDF, pudiendo ser varios a la vez, bien sean todas las páginas o un grupo seleccionado.
- Extracción de páginas de múltiples archivos PDF.
- Mezclar archivos PDF donde se toman páginas alternativamente de ellos.
- Guardar y recuperar el espacio de trabajo.

## Arquitectura
PDFsam Basic se basa en Sejda SDK, una librería Java de código abierto y orientada a tareas de edición de archivos PDF, y en SAMBox, un fork de PDFBox.

## Requisitos
PDFsam Basic está escrito en Java y JavaFX y requiere que esté instalada una máquina virtual Java de versión 8 o superior que sea funcional, en el sistema operativo donde vaya a ser ejecutado el software.